# Ruau (Neuenburgersee)
Der Ruau ist ein etwa 2,2 Kilometer langer Bach am Jurasüdfuss in der Gemeinde Laténa im Kanton Neuenburg. Er mündet bei Saint-Blaise in den Neuenburgersee und ist somit ein indirekter Zufluss der Aare im Flusssystem des Rheins.

## Name
Der Gewässername Ruau ist in mehreren Gebieten des französischen und auch des frankoprovenzalischen Sprachraums verbreitet. Auf Deutsch bedeutet er, ebenso wie auch die Grundform Ru und andere Ausdrücke wie zum Beispiel Rialet, Rieu, Ruz, allgemein einen kleinen oder mittleren Bach. In der Nähe des Ruau von Saint-Blaise fliesst auch der Mortruz vom Jurahang in die Ebene am Neuenburgersee; und weitere Zuflüsse dieses Sees heissen etwa Le Ruz des Prés, Le Ruz Chatru, Petit Ruau (bei Auvernier), Grand Ruau (bei Serrières) und Monruz.

## Geographie

### Verlauf
Der Ruau entspringt im Tal von Voëns, das nördlich von Saint-Blaise zwischen dem Abhang des Chaumont, einer Kette des Juragebirges, und der vorgelagerten Bergreihe der Roches de Châtollion liegt. Im oberen Talabschnitt mit dem Weiler Le Maley sowie am steilen Berghang am Chaumont gibt es keine Oberflächengewässer, weil das Wasser im verkarsteten Felsuntergrund versickern kann. Am Südrand des Golfplatzes von Voëns beginnt der Bachlauf des Ruau, der am Waldrand unter dem Bois des Prêtres und durch das Tälchen Les Combes nach Saint-Blaise fliesst. Der Weg Chemin du Ruau überquert den Bach mit einem Fussgängersteg. In diesem ersten Abschnitt folgt die westliche Grenze des Landschaftsschutzgebiets «Roches de Châtollion», das im Bundesinventar der Landschaften und Naturdenkmäler von nationaler Bedeutung verzeichnet ist, dem Bachbett.
Am Rand des Oberdorfs von Saint-Blaise überquert der Ruau in einem Aquädukt, der dort zugleich als Dole unter der Strasse Rue de Lahire liegt, die Bahnlinie Biel-Neuenburg. Danach überwindet er am Westhang unter diesem Ortsteil ein starkes Gefälle, wo er ehemals verschiedene Mühlen antrieb. Der Name des Fusswegs Rue des Moulins erinnert noch an diese Gewerbetradition.

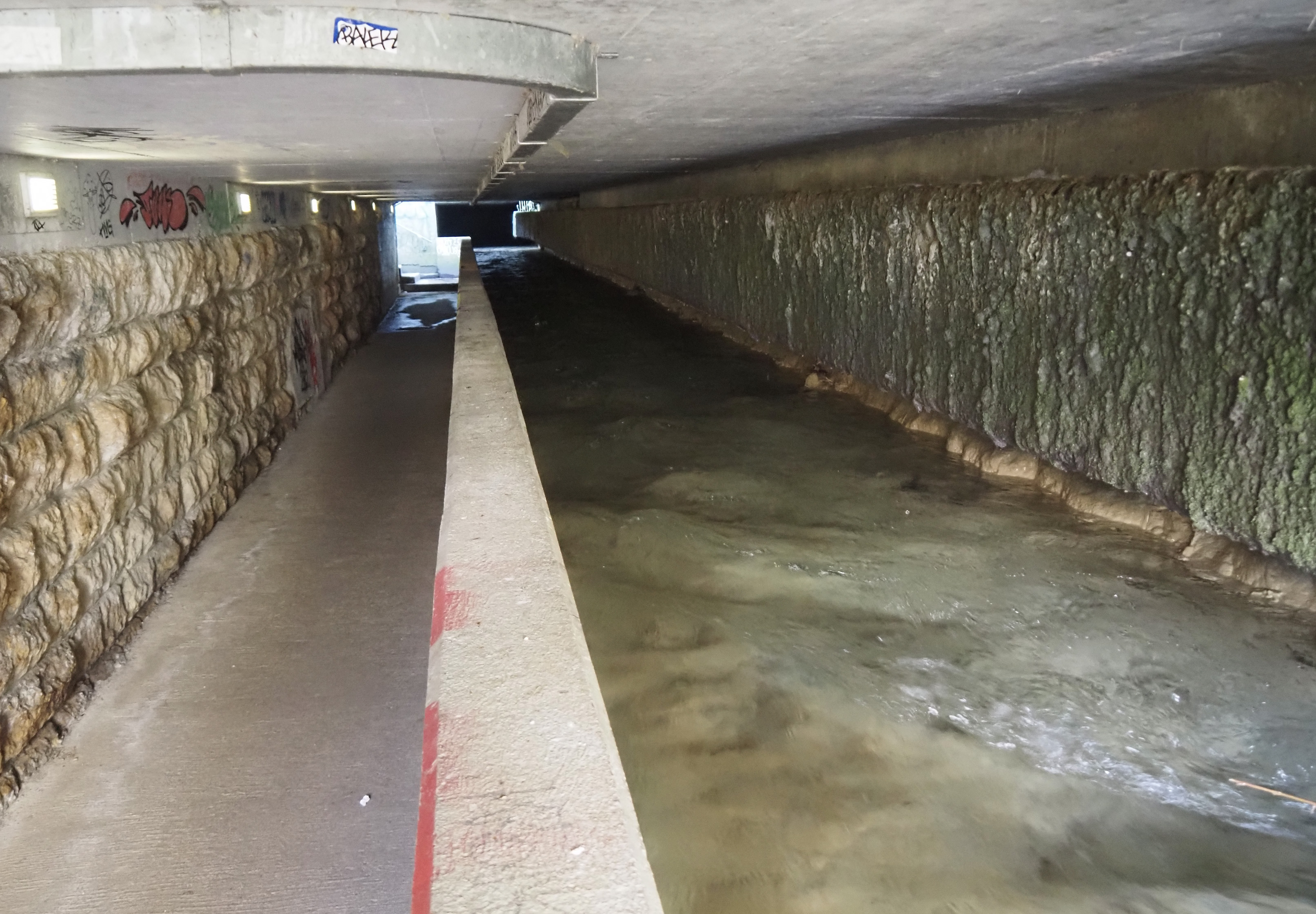
Der Ruau mit Fussgängerunterführung unter der Hauptstrasse in Saint-Blaise

Im Unterdorf von Saint-Blaise folgt der Bach zuerst der Rue du Temple neben der alten Pfarrkirche und ist dann unter der ehemaligen Hauptstrasse Grand'Rue eingedolt. Südlich der historischen Häusergruppe führt er unter der Hauptstrasse 5 (zugleich Hauptstrasse 10), die hier Avenue Bachelin heisst, und dann zusammen mit der Fussgängerunterführung Ruelle du Lac unter der Bahnlinie Neuenburg-Bern hindurch. Im neu angelegten Park am Seeufer bewässert der Ruau einen Weiher und liegt dann auf der künstlichen Überdeckung des Tagbautunnels Tranchée couverte de St-Blaise der Autobahn A5. Beim Wasserspiel Fontaine du Millénaire de Saint-Blaise, das nach einem Entwurf von Mario Botta gestaltet ist, mündet der Bach im Hafen von Saint-Blaise in den Neuenburgersee. Die Uferlandschaft bei Saint-Blaise mit dem neuen Bachbett wurde beim Bau der Autobahn um 1990 völlig neu gestaltet.

### Einzugsgebiet
Das Einzugsgebiet des Ruau in der Karstlandschaft am Rande des Juragebirges kann nicht genau umschrieben werden. In der Umgebung liegen
- im Nordosten die Zone des Mortruz, der in den Zihlkanal mündet;
- im Osten jene des Mouson, der in den Neuenburgersee mündet;
- im Westen der Berghang bei Neuenburg, wo es keine Oberflächengewässer gibt, und
- im Nordwesten das Einzugsgebiet des Seyon, der westlich von Neuenburg in den Neuenburgersee mündet.

### Zuflüsse
- Le Villaret (rechts), 0,2 km

## Brunnen
In den beiden historischen Ortsteilen von Saint-Blaise wurden am Bachlauf des Ruau seit der Frühen Neuzeit zahlreiche Brunnen errichtet. Einige der schönen Steinbecken haben alte Datuminschriften und künstlerischen Schmuck. Dem Gewässerlauf des Ruau entlang führt über die alten Fusswege der didaktische Lehrpfad «12-Brunnen-Spaziergang» (französisch Balade des 12 fontaines au fil du Ruau), der über die Geschichte der Wasseranlagen informiert.
Die Brunnen am Ruau:
- Wasserspiel Fontaine du Millénaire de Saint-Blaise (deutsch «Brunnen zum Jahrtausendjubiläum von Saint-Blaise»), 2011[7]
- Fontaine de l'Hôtel communal, 1839
- Fontaine de la ruelle Crible, früher Fontaine de la Croix-Blanche, 1770
- Fontaine de la rue du Temple, neben der Pfarrkirche von Saint-Blaise, 1642
- Fontaine du bas de Creuze, 1991 als Ersatz für einen älteren Brunnen aufgestellt
- Fontaine du Moulin du Haut, 1770
- Fontaine de la Filature, (deutsch «Spinnereibrunnen»), 1770
- Fontaine de la Pinte Dardel, 1770
- Fontaine de Mureta, 1890
- Fontaine du Pré Brenier, 1991
- Fontaine du Sauvage, 1847
- Fontaine du Centenaire de la République (deutsch: Brunnen zur Jahrhundertfeier der Republik Neuenburg), 1948

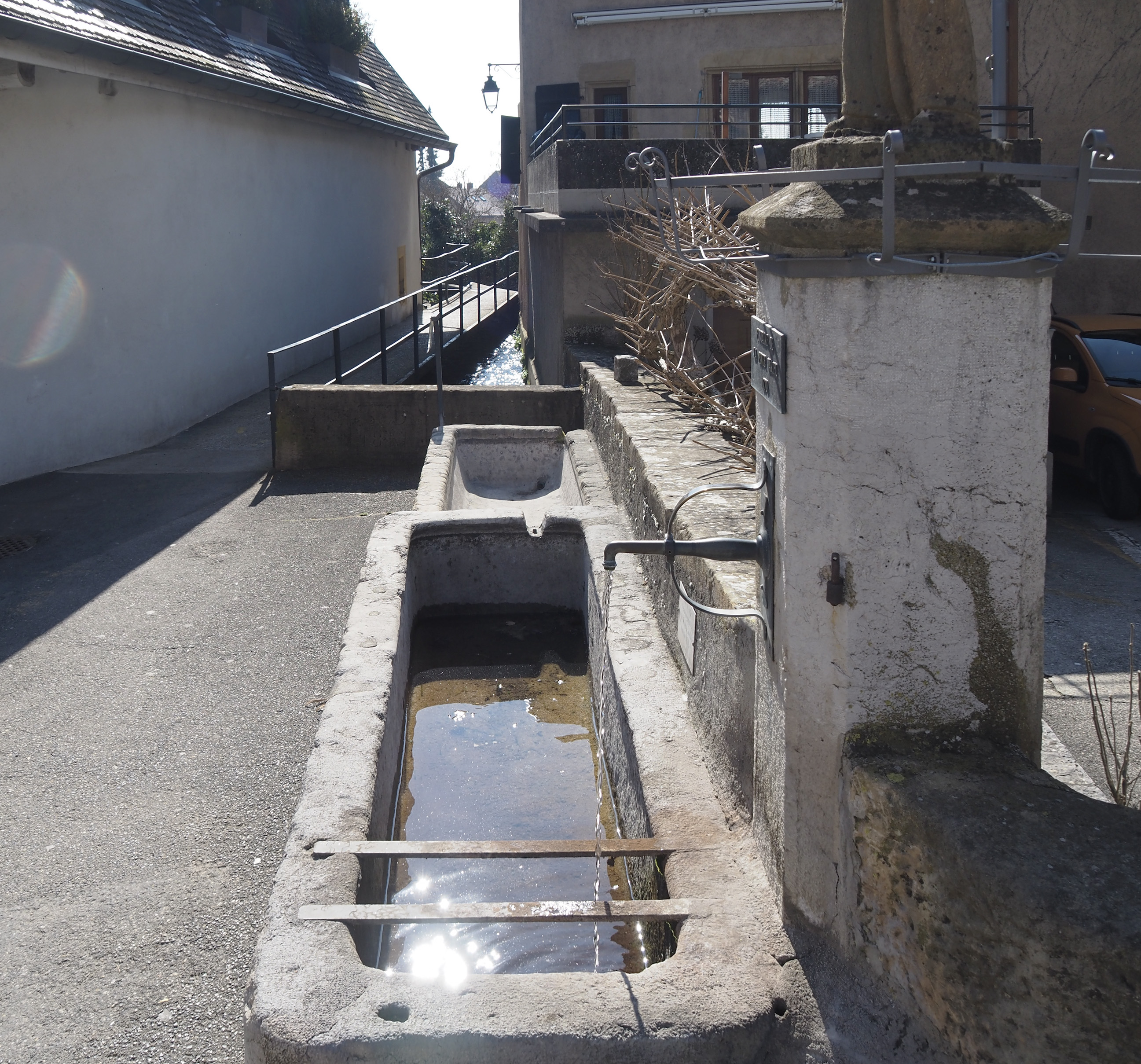
Fontaine de la Pinte Dardel
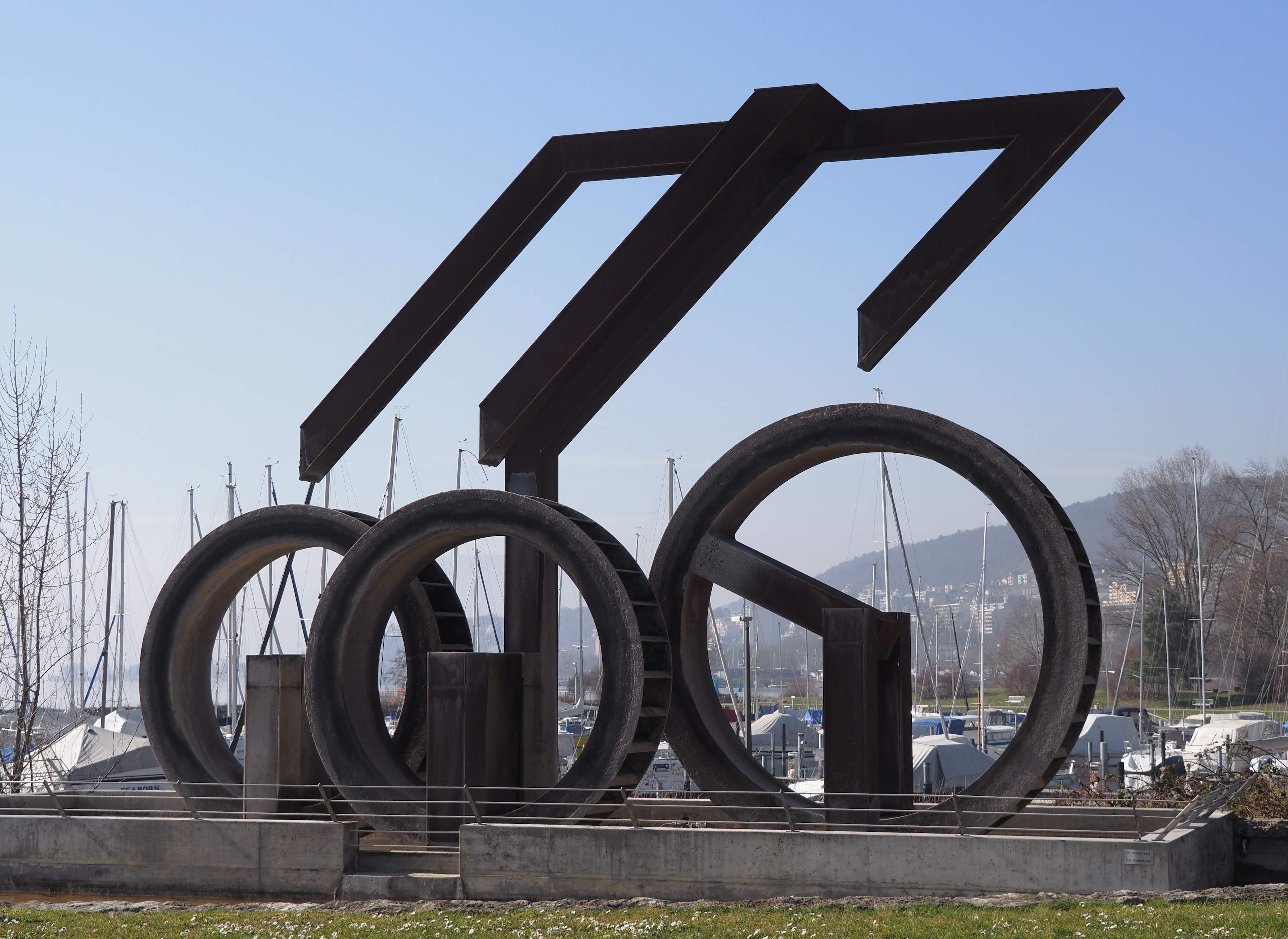
Wasserspiel von Mario Botta beim Hafen von Saint-Blaise
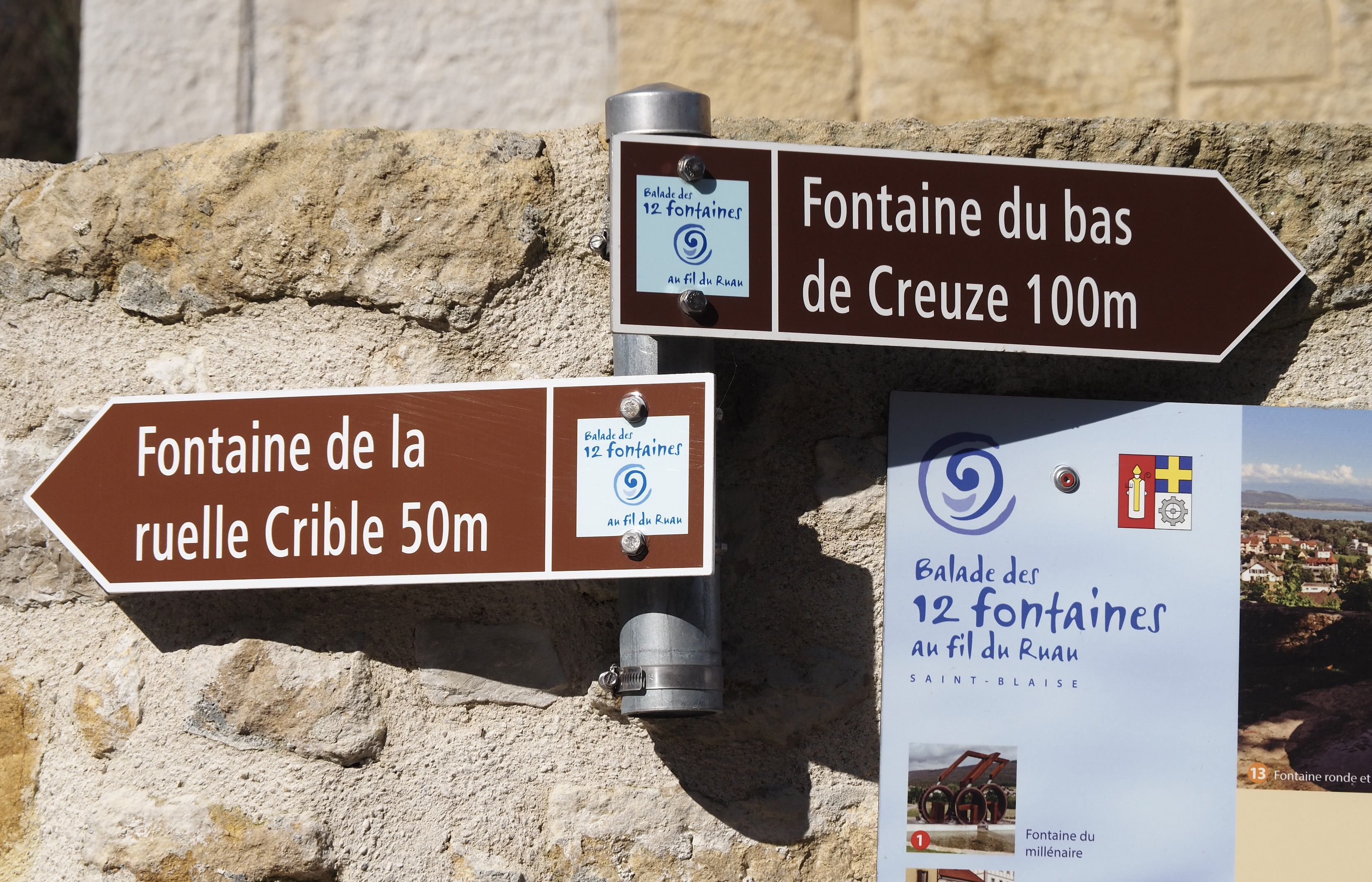
Wegweiser am 12-Brunnen-Weg